# Christine Kaufmann
Christine Maria Kaufmann (Lengdorf, 11 gennaio 1945 – Monaco di Baviera, 28 marzo 2017) è stata un'attrice tedesca.

## Biografia
Di padre tedesco, Johannes Kaufmann, e madre francese, Geneviève Gavaert, fin da bambina seguì i corsi di danza presso l'Accademia di Danza Classica di Monaco di Baviera. Fece la sua primissima apparizione cinematografica a soli 9 anni, mentre appena tredicenne debuttò nel cinema italiano, scelta dal regista Mario Camerini per una parte nella pellicola Primo amore (1959).
Successivamente lavorò nel filone peplum accanto a Steve Reeves nel film Gli ultimi giorni di Pompei (1959). Nel 1962 vinse il Golden Globe quale migliore attrice debuttante per la sua interpretazione nel film La città spietata (1961), in cui recitò accanto a Kirk Douglas. Durante gli anni settanta recitò sul grande schermo in alcune co-produzioni italo-tedesche. Apparve per l'ultima volta al cinema nel 1987 nel pluripremiato Bagdad Café.
Muore di leucemia a Monaco di Baviera il 28 marzo 2017 all'età di 72 anni.

## Vita privata
Nel 1963, all'età di diciotto anni, sposò l'attore Tony Curtis, conosciuto sul set di Taras il magnifico, dal quale ebbe due figlie: Alexandra (1964) e Allegra (1966). Abbandonato il mondo del cinema, divenne una donna d'affari, creando una linea di prodotti di bellezza che ebbe molto successo in Germania. Pubblicò alcuni libri con consigli per la bellezza ed il benessere, oltre a due autobiografie.
Dopo il suo matrimonio con Curtis, si sposò altre tre volte: con il regista televisivo Achim Lenz (1974-1976), con il musicista e attore Reno Eckstein (1979-1982) e con il fumettista Klaus Zey (1997-2011).

## Filmografia

Christine Kaufmann con Sylva Koscina in La congiura dei dieci (1962)

### Cinema
- Staatsanwältin Corda, regia di Karl Ritter (1953)
- Ragazze in uniforme (Mädchen in Uniform), regia di Géza von Radványi (1958)
- Un posto in paradiso (Der veruntreute Himmel), regia di Ernst Marischka (1958)
- Primo amore, regia di Mario Camerini (1958)
- Gli ultimi giorni di Pompei, regia di Mario Bonnard e Sergio Leone (1959)
- Vacanze d'inverno, regia di Camillo Mastrocinque (1959)
- Totò, Fabrizi e i giovani d'oggi, regia di Mario Mattoli (1960)
- Labbra rosse, regia di Giuseppe Bennati (1960)
- Via Mala, regia di Paul May (1961)
- Un trono per Cristina (Un trono para Cristy), regia di Luis Cesar Amadori (1961)
- La città spietata (Town Without Pity), regia di Gottfried Reinhardt (1961)
- Costantino il Grande, regia di Lionello De Felice (1961)
- Quello che spara per primo (Un Nommé La Rocca), regia di Jean Becker (1961)
- Il muro della paura (Escape from East Berlin), regia di Robert Siodmak (1962)
- Taras il magnifico (Taras Bulba), regia di J. Lee Thompson (1962)
- La congiura dei dieci, regia di Baccio Bandini, Étienne Périer (1962)
- 90 minuti dopo mezzanotte (90 Minuten nach Mitternacht), regia di Jürgen Goslar (1962)
- Monsieur Cognac (Wild and Wonderful), regia di Michael Anderson (1964)
- Love Birds - Una strana voglia d'amare (Komm, süßer Tod), regia di Mario Caiano (1969)
- I terrificanti delitti degli assassini della via Morgue (Murders in the Rue Morgue), regia di Gordon Hessler (1971)
- Auf Biegen oder Brechen, regia di Hartmut Bitomsky (1976)
- I soliti ignoti colpiscono ancora - E una banca rapinammo per fatal combinazion (Ab morgen sind wir reich und ehrlich), regia di Franz Antel (1976)
- Enigma rosso, regia di Alberto Negrin (1978)
- Lili Marleen, regia di Rainer Werner Fassbinder (1981)
- Inferno e passione (Egon Schiele - Exzesse), regia di Herbert Vesely (1981)
- Lola, regia di Rainer Werner Fassbinder (1981)
- Il pendolo (Die Schaukel), regia di Percy Adlon (1983)
- Bagdad Café (Out of Rosenheim), regia di Percy Adlon (1987)
- Tom Sawyer & Huckleberry Finn, regia di Jo Kastner (2014)

## Doppiatrici italiane
- Maria Pia Di Meo in Gli ultimi giorni di Pompei, Totò, Fabrizi e i giovani d'oggi, La città spietata, Taras il magnifico
- Vittoria Febbi in Labbra rosse, La congiura dei dieci, Monsieur Cognac
- Alida Cappellini in Vacanze d'inverno